# Door Eendracht Verbonden

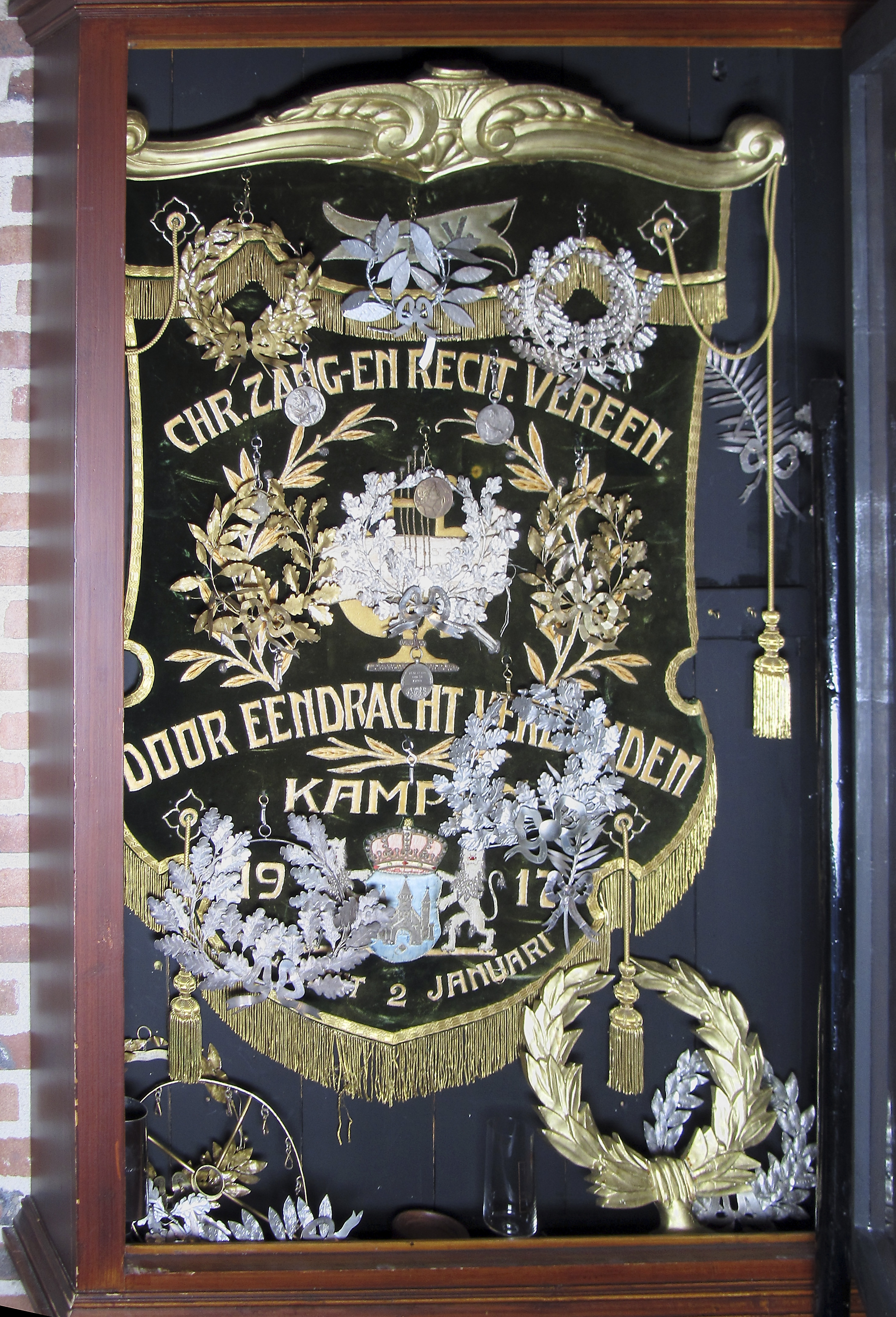
Het originele vooroorlogse vaandel van de vereniging

Het Christelijk Kamper Mannenkoor Door Eendracht Verbonden (D.E.V.) is op 2 januari 1917 opgericht in Kampen, Overijssel en bestaat uit ruim 100 leden. Het koor staat sinds 2009 onder leiding van dirigent Gerwin van der Plaats.

## Dirigenten
- 1917-1918 Piet Steege
- 1919-1919 Zwier Scheurs
- 1920-1929 Herman van Elburg
- 1929-1936 Lammert Neijmeijer
- 1936-1945 Herman van Elburg (tweede keer)
- 1945-1960 Jan Belder
- 1960-2008 Klaas Jan Mulder
- 2009-heden Gerwin van der Plaats

## Repertoire
Het hoofdrepertoire bestaat uit Sacred Songs (Geestelijke liederen, Psalmen, Opwekkingsliederen etc.)
Daarnaast zingt het koor Klassieke werken, Vaderlandse liederen, Gospels en ook bewerkingen van diverse populaire popsongs en delen uit Musicals. Veel materiaal wordt speciaal voor 4-stemmig mannenkoor bewerkt, omdat er weinig specifiek daarvoor gearrangeerd materiaal beschikbaar is. Naast Nederlandstalig wordt er gezongen in het Engels, Duits, Frans, Latijn, Slavisch, Italiaans en Spaans.

## Memorabele optredens
Het koor heeft meerdere buitenlandse concertreizen gemaakt, o.a. naar Duitsland (Berlijn, Soest), Zwitserland (Davos, Chur, Zürich), Tsjechië (Praag), België (Brugge, Kortrijk), Frankrijk (Parijs) en Engeland (Londen, Canterbury).
Daarnaast heeft het koor meermaals opgetreden in bekende concertgelegenheden, zoals Het Concertgebouw in Amsterdam, De Doelen en de Laurenskerk in Rotterdam, het AFAS theater in Leusden en De Oosterpoort in Groningen.
Jaarlijks worden er in de Bovenkerk van Kampen twee vaste concerten uitgevoerd, ter gelegenheid van Koningsdag en van Kerst, traditioneel op tweede Kerstdag.

## Geschiedenis

### 1917

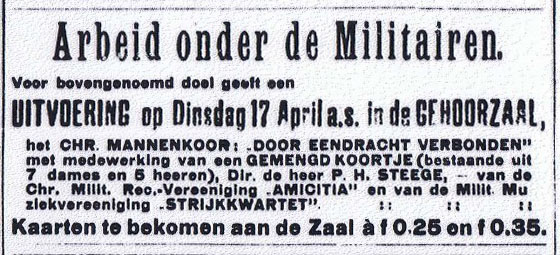
De eerste aankondiging in 1917 van een optreden van Door Eendracht Verbonden

Er was een tijd waarin een groot deel van de bevolking van Kampen leefde van de sigarenindustrie: Kampen als voornaamste sigarenstad
van Nederland liet de hardwerkende mensen slechts een karig bestaan. Als op vrijdag het stukgoed werd berekend en het loonzakje gevuld, brak de spanning en hieven ze, zittend aan hun dis-jes een lied aan. Zo ontstond de "Werkmans Zangvereeniging". De reglementen van de Bond bleken gauw te benauwd toen men ook verplichte voorwaarden stelde als het lidmaatschap van de Hervormde kerk. Kerkelijk Kampen kent vele kleuren. Maar dogma's en twisten kregen nooit vat op de gezamenlijke koorzang. Integendeel: de mannen-zangers waren en zijn -helemaal sinds 2 januari 1917- broederlijk 'Door Eendracht Verbonden'!
Onder leiding van dirigent Piet Steege gingen de 30 zangers van DEV van start. Niet meer gesteund door subsidie van de Werkmansbond werd de contributie verhoogd van 8 tot 12 cent per week. De eerste repetities in het 'Christelijk Koffiehuis' -later hotel 'De Steur'- aan de Oudestraat, waren ter voorbereiding van een uitvoering op 17 april 1917 ten bate van "de Arbeid onder de Militairen" in 'Het College', wat later hotel 'De Hanzestad' was, naast het oude postkantoor. Het repertoire was nog te kort voor een avondvullend programma. Zoals vaker in die tijd gaf men na de pauze een 'samenspraak'; men reciteerde een blijspel, bijvoorbeeld 'Mijn Haan Zal Koning Kraaien'...
Op het vaandel staat nog de oorspronkelijke naam: 'Christelijke Zang- en Reciteervereeniging Door Eendracht Verbonden'. Het is intussen volbeladen met medailles en andere eretekenen en prijkt als oertijds relikwie in zijn kast in de Open Hof. Piet Steege werd na twee jaar in 1920 als dirigent opgevolgd door koorlid Zwier Schreurs, die echter vrij snel Kampen moest verlaten, waarna Herman van Elburg werd aangesteld. Sigarenmaker van beroep, beperkt van opleiding maar met sierlijke muzikale talenten, waaraan DEV veel te danken kreeg. Zo kon vanaf 1923 worden deelgenomen aan concoursen. Onder de bezielende leiding van dirigent Jan Belder zong DEV zich tot in de 'afdeling uitmuntendheid' en behaalde vaak de hoogste eer en meeste punten.

### 1940-1945
Het 25-jarig jubileum werd op 5 maart 1942 in de Stadsgehoorzaal gevierd. De bezettingstijd was nog niet op zijn donkerst. Maar niet veel later dook DEV onder, omdat men zich niet wilde voegen naar de Duitse voorwaarde zich aan te sluiten bij de 'Kulturkammer'.

### Jaren 50
Het Kamper Nieuwsblad deed op 24 december 1957 verslag van het DEV-kerstconcert "een mooi afwisselend programma dat met stille aandacht werd beluisterd." Onder leiding van Jan Belder trad het koor in de Broederkerk (Kampen) op, met medewerking van de bekende alt Riek van der Haar en orgelspel van begeleider Kl. Mulder. Vanwege de grote belangstelling op deze kerstavond waren de traptreden van de kansel zelfs als zitplaats in gebruik!

### Jaren 60
Met het aantreden van Klaas Jan Mulder als dirigent in maart 1960 veranderde er heel wat. De jonge musicus was pas na een bedenktijd van drie maanden bereid de leiding over het koor over te nemen. Maar ze hebben het geweten! Er kwam een einde aan de deelname aan allerlei concoursen. Het accent werd verlegd naar het geven van concerten, eerst bescheiden in de steden en dorpen in de buurt. Al gauw werd de actieradius ruimer naar grotere plaatsen met imposante zalen; het Concertgebouw in Amsterdam, De Doelen en de Laurenskerk in Rotterdam, Groningen, Middelburg, Haarlem, Arnhem.... Het aantal optredens groeide zo snel dat de traditionele Oranje- en Kerstconcerten in de vaderstad er bijna bij in zouden schieten. Gemurmureer en boze brieven van de Kampenaren dwongen het bestuur tot een drastische beperking van optredens buiten de stad te besluiten.

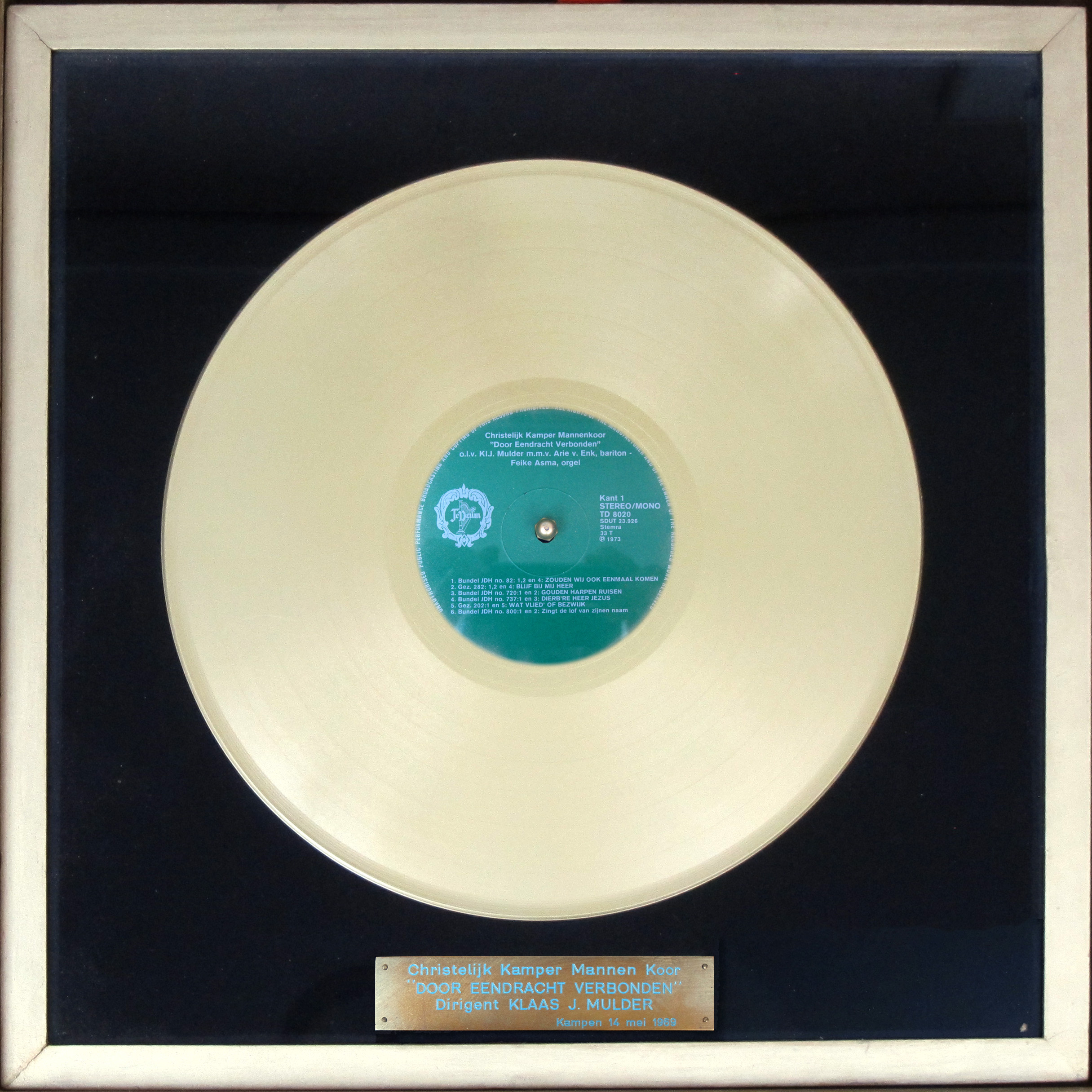
De eerste Gouden Plaat uit 1969

Slechts korte tijd na het aantreden van deze jonge dirigent, verscheen de eerste 'plaat' van DEV. Geluidsdragers zouden de bekendheid en populariteit van koor en dirigent aanzienlijk doen toenemen en meteen de beperking van het aantal concerten buiten de stad ruimschoots compenseren. De uitgaven-catalogus van DEV omvat nu vele tientallen titels en er komen elk jaar nieuwe bij.
Woensdag 14 mei 1969 was een monumentale dag in het leven van DEV. Met de verkoop van honderdduizend LP's 'Gouden harpen ruisen', had het koor zijn eerste Gouden Plaat verdiend!
Bij het 25-jarig dirigentenjubileum van Klaas Jan Mulder in 1985 werd zelfs een Platina Plaat voor het hele DEV-oeuvre uitgereikt als eerbetoon voor DEV en KJM.
Klaas Jan Mulder voerde in de ruim 48 jaar van zijn directie DEV tot grote hoogten. Een koor van 50 man dat voornamelijk van concours tot concours leefde introduceerde hij in het concertcircuit. Het ledental klom tot een maximum van 160, waardoor in de jaren 70 en 80 noodgedwongen een ledenstop werd ingesteld. Dirigent Mulder schreef honderden gevarieerde arrangementen voor zijn koor, waarmee het hele genre zijn voordeel heeft gedaan.

### Jaren 2000
Na deze vruchtbare samenwerking moest het koor met lede ogen aanzien hoe de gezondheid van hun dirigent afnam en het tot een afscheid moest komen. Na een korte interim-periode werd een nieuwe enthousiaste jonge dirigent gevonden en per 1 januari 2009 benoemd, Gerwin van der Plaats. Met zijn enthousiasme, een frisse aanpak, eigen arrangementen en brede talenten stimuleert hij het koor en streeft daarbij naar het behoud van de eigen robuuste klank!

### 2017

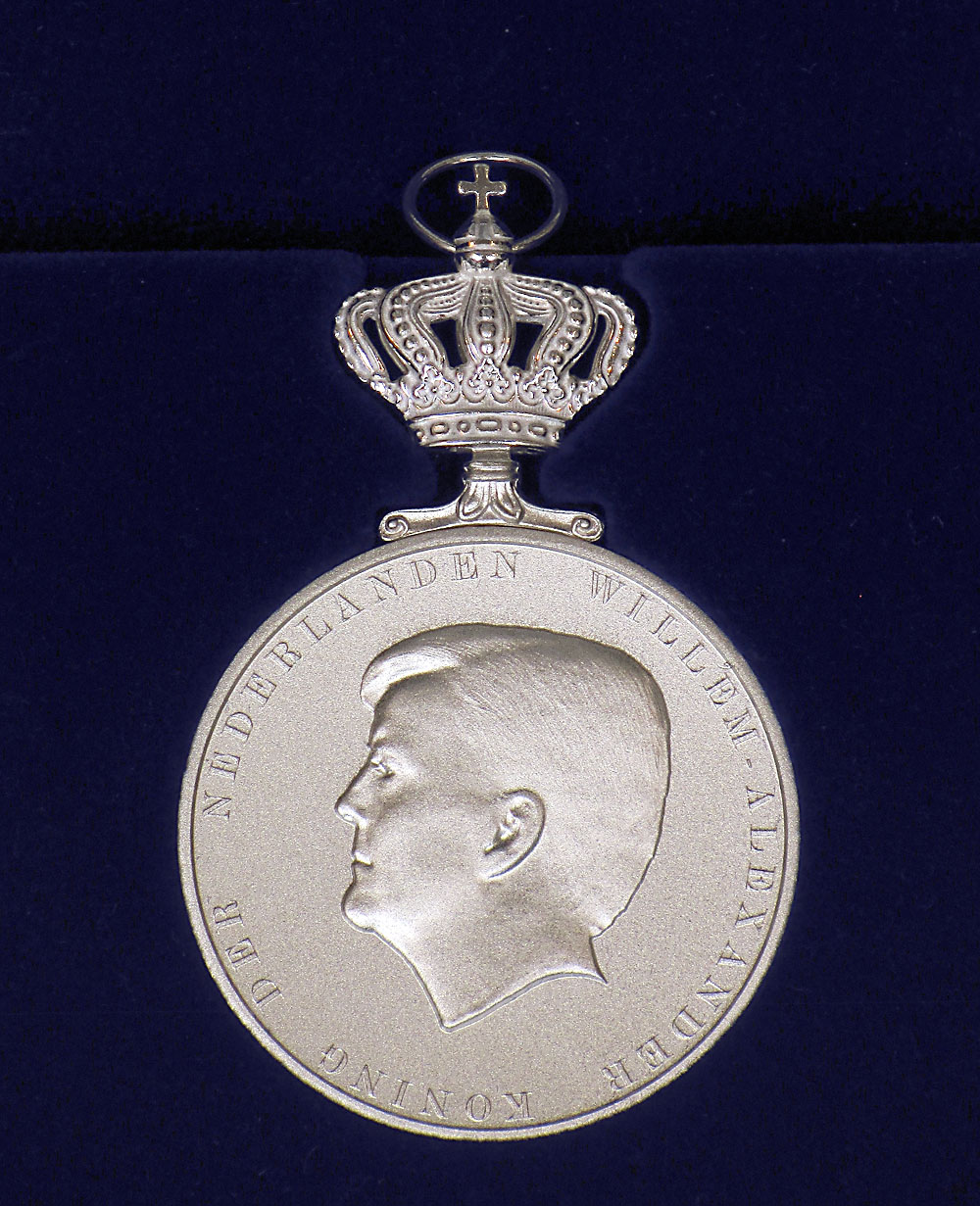
De koninklijke erepenning voor het 100-jarig bestaan

Het koor viert zijn 100-jarig bestaan met een groots jubileum concert in de Bovenkerk te Kampen. Tijdens dit concert wordt door burgemeester Bort Koelewijn van de gemeente Kampen de Koninklijke Erepenning uitgereikt namens Zijne Majesteit de Koning.

## Discografie
Sinds 1963 heeft het koor tientallen zg. geluidsdragers (LP's, MC's en CD's) uitgebracht, waaronder een gouden en een platina plaat. Hieronder volgt een selectie van albums:

### Cd's
- 2018 - Door Eeuwen Verbonden (compilatiealbum)
- 2016 - Rots der Eeuwen (dubbel-cd, 100-jarig jubileum)
- 2013 - Kerstconcert (heruitgave STB-lp)
- 2012 - Van U wil ik Zingen
- 2010 - Hoe groot zijt Gij
- 2010 - Kampen Helpt Haiti
- 2008 - Kerstconcert (dubbel-cd, heruitgave Komt Allen Tesamen & Heilige nacht)
- 2008 - De mooiste liederen uit Joh. de Heer (dubbel-cd met deel I & II)
- 2005 - DEV & Klaas Jan Mulder Een Uniek Klankbeeld (dvd + cd-album)
- 2005 - 75-jarig jubileum Klaas Jan Mulder (dubbel-cd, compilatie)
- 2005 - Door Eendracht Verbonden (dubbel-cd, compilatie)
- 2003 - Door Eendracht Verbonden (met voorspelen van Klaas Jan Mulder)
- 2003 - Mijn verlosser (compilatie)
- 2001 - Groots Koorconcert (dubbel-cd Populair koorconcert & Koorconcert)
- 1999 - Heilige Nacht (kerstalbum)
- 1997 - De mooiste Liederen uit Joh. de Heer (II)
- 1996 - Koorconcert
- 1996 - Zo de Heer het huis niet bouwt
- 1996 - Populair Koorconcert (heruitgave onder titel Muzikaal Bouquet)
- 1994 - Jezus Hij is Koning (opwekkingsliederen)
- 1993 - Op Verzoek (dubbel-cd, compilatie van lp's)
- 1993 - Kerstconcert (heruitgave STB-lp)
- 1992 - Jubileum Concert (75-jarig jubileum)
- 1992 - In Concert (dubbel-cd, compilatie van lp's)
- 1992 - Psalmen van David
- 1991 - Chr. Kamper Mannenkoor (heruitgave STB-lp)
- 1989 - Komt Allen Tesamen (kerstalbum)
- 1989 - Verzoekprogramma (Gouden klanken 7, compilatie van lp's)
- 1989 - Looft Hem met Psalmgezang (Gouden klanken 4, heruitgave lp)
- 1989 - Ja, ’t is het geloof dat wint (met Femmy v/d Weg & Harry Smink)
- 1988 - Geliefde geestelijke liederen (compilatie van lp's)
- 1988 - Polulair Koorconcert
- 1982 - De mooiste Liederen uit Joh.de Heer (I)

### Lp's
- 1987 - Lof zij de Heer (geliefde geestelijke liederen)
- 1986 - Zingt geliefde Psalmen (heruitgave, zgn. verboden plaat)
- 1986 - De mooiste Liederen uit Joh. de Heer
- 1985 - In concert (vanuit Ottoburen)
- 1984 - Kerstconcert
- 1983 - Kamper Trompetterkorps & DEV
- 1983 - Gelukkig is het land (vaderlandse liederen)
- 1982 - Looft Hem met psalmgezang
- 1981 - Zang- en orgelavond Laurenskerk Rotterdam
- 1981 - Verzoekprogramma (dubbel-cd, compilatie)
- 1981 - Chr. Kamper Mannenkoor (STB)
- 1980 - Kerstliederen (met jongenskoor, STB)
- 1980 - Massale kerstzang door Kamper koren o.l.v. Klaas J. Mulder
- 1979 - Getrouw is mijn God
- 1978 - Chr. Kamper Mannenkoor (dubbel-lp 'Vaste Rots' & Geliefde Psalmen)
- 1978 - DEV live
- 1977 - Zang- en orgelavond Laurenskerk Rotterdam
- 1976 - Jesus is the way (spiritualsalbum)
- 1975 - Nader mijn God tot U
- 1974 - Hoe leyt dit kindeke (heruitgave)
- 1973 - De Heer is mijn Herder (compilatiealbum)
- 1973 - Koorconcert (compilatiealbum)
- 1973 - Zingt geliefde Psalmen (heruitgave 'Heft uwe handen')
- 1973 - Gouden harpen ruisen (heruitgave lp 'Mozes met stenen tafel')
- 1973 - Vaste Rots van mijn behoud (heruitgave lp 'David met harp')
- 1973 - Klaas Jan Mulder dirigeert (compilatiealbum)
- 1973 - Heft Uwe handen naar omhoog (psalmenalbum)
- 1972 - Heer ik hoor van rijke zegen (heruitgave lp met kerkje Norg)
- 1972 - Door Eendracht Verbonden
- 1970 - Wij willen Holland houen (heruitgave)
- 1968 - Hoe leyt dit kindeken (lp 'Ere zij God' met nieuwe aanvulling)
- 1968 - Wij willen Holland Houen
- 1968 - Chr. Kamper Mannenkoor (lp met foto van kerkje te Norg)
- 1967 - Jezus, ga ons voor (heruitgave lp 'Mozes met stenen tafel')
- 1967 - Ere zij God
- 1967 - Jubileumconcert 50 jaar
- 1967 - Door Eendracht Verbonden (lp 'Mozes met stenen tafel')
- 1966 - Door Eendracht Verbonden (lp 'David met harp')

### Ep (25 cm)
- 1965 - Ere zij God (kerstalbum)
- 1964 - Concert vanuit de Martinikerk te Bolsward
- 1963 - Door Eendracht Verbonden